# Alós d'Isil
Alós d'Isil es una entidad de población española del municipio de Alt Aneu, perteneciente a la provincia de Lérida, en la comunidad autónoma de Cataluña.

## Toponimia
El lugar puede aparecer referido como «Alós d'Isil» y «Alós de Isil».

## Historia
Antaño un municipio, desapareció de cara al censo de 1857 y su territorio pasó a formar parte del de Isil. En la actualidad, pertenece al municipio de Alt Aneu. En 2022, la entidad singular de población tenía empadronados veintiséis habitantes y el núcleo de población, veintiuno.